# هيبرون (إلينوي)
هيبرون (بالإنجليزية: Hebron)‏ هي منطقة سكنية تقع في الولايات المتحدة في إلينوي. يقدر عدد سكانها بـ 1,216 نسمة .

## الموقع الجغرافي
الموقع الجغرافي للمناطق المحيطة بهذه النقطة هو كالتالي:

## أعلام
- إلمر تشارلز بيغيلو
- هوي جادسون